# Jacques Cazotte

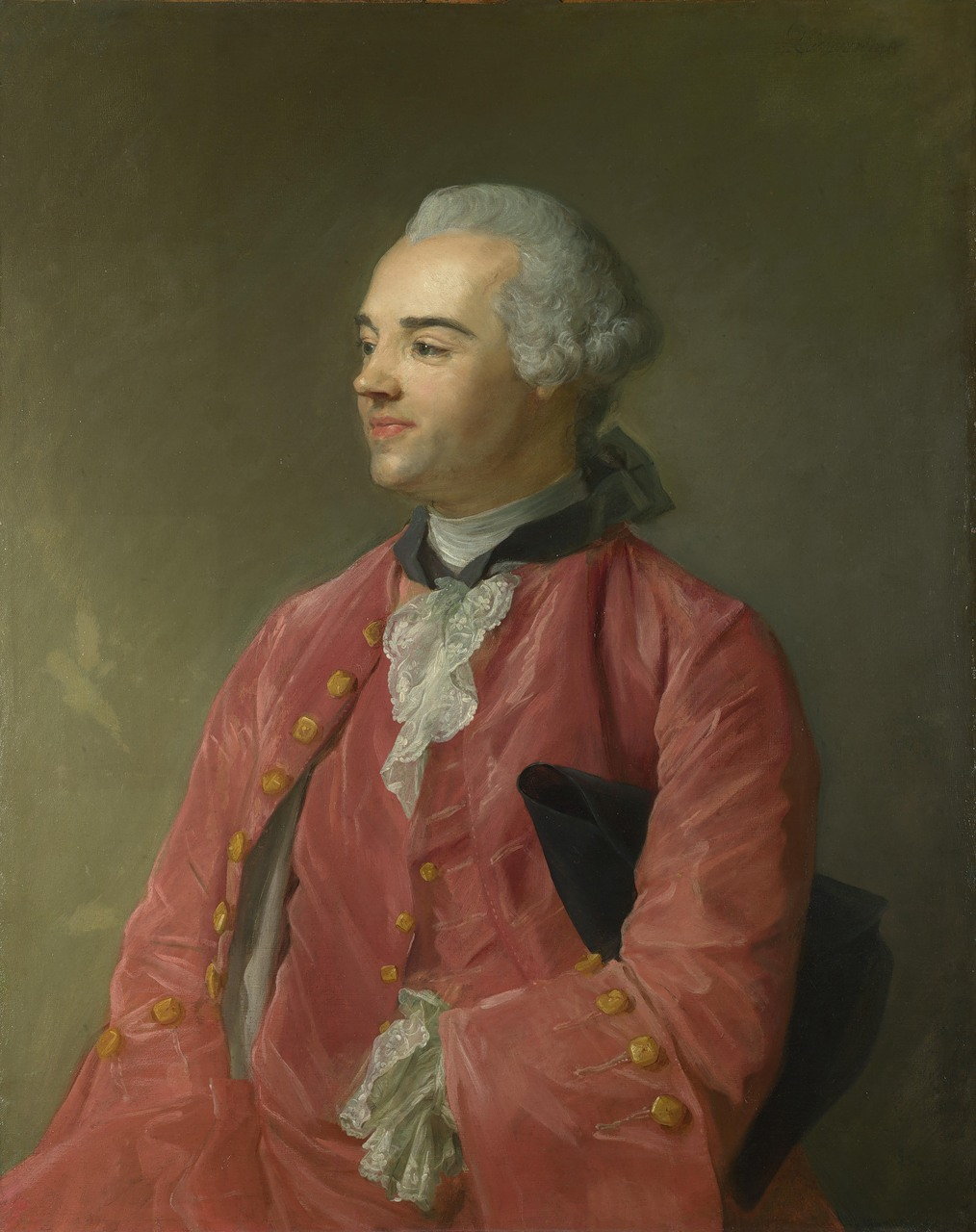
Jacques Cazotte

Jacques Cazotte (* 7. Oktober 1719 in Dijon, Département Côte-d’Or; † 25. September 1792 in Paris) war ein französischer Romancier, der die Französische Revolution vorhergesagt haben soll.

## Leben
Cazotte wurde 1719 in Dijon geboren und wurde Schüler am Jesuitenkolleg seiner Heimatstadt. Danach begann er eine Laufbahn in der französischen Marineverwaltung, die ihn 1747 als Schiffszahlmeister nach  Martinique versetzte, wo er zu Wohlstand gelangte. In Martinique unternahm er neben seinen dienstlichen Obliegenheiten seine ersten literarischen Versuche. 1757 kehrte er nach Dijon zurück, quittierte den Dienst und zog sich als freier Romancier ins Privatleben zurück.
Er schrieb Gedichte, fantastische Geschichten und eine Reihe fantastischer orientalischer Märchen, wie La patte du chat („Katzenpfote“, 1741) und Humoresken wie Mille et une fadaises, Contes à dormir debout („Tausend und eine Dummheit.“ 1742). Mit Hilfe des syrischen Priesters Dom Denis Chavis übersetzte er einige arabische Legenden für die Märchenanthologie Le Cabinet des Fées (1788–1790) ins Französische. Mit seiner 1772 erstveröffentlichten fantastischen Novelle Der verliebte Teufel, die er vier Jahre später überarbeitet in seine Sammlung „Scherzhafte und moralische Werke“ integrierte, begründete Cazotte in Frankreich das neue literarische Genre „Fantastique“, in das Elemente aus Science-Fiction, Horror und Fantasy einflossen. Charakteristisch für seinen neuen Erzählstil sind fantastische, bisweilen surreale Ereignisse, die in die reale Welt eindringen, wobei es im Ermessen des Leser liegt, diese für real oder für Einbildungen des Erzählers zu halten.
Eine Gesamtedition seiner Werke wurde unter dem Titel Œuvres badines et morales, historiques et philosophiques de Jacques Cazotte (4 vols, 1816–1817) veröffentlicht. Cazottes Arbeiten beeinflussten Autoren wie E. T. A. Hoffmann, Gérard de Nerval und Théophile Gautier.
Kurz vor seinem Tod wurde er ein Anhänger der martinistischen Mystizismen von Martinez de Pasqually.
Ab 1775 sympathisierte er mit dem Gedankengut des Illuminismus, brach mit seinem ursprünglichen katholischen Glauben, wandte sich dem Okkultismus zu und sagte prophetisch zukünftige Ereignisse voraus. 1778 soll er bei einem Festbankett die kommende Französische Revolution und den Tod einiger Gäste der Festtafel vorausgesagt haben.
Am 10. August 1792 wurde er als Anhänger der monarchistisch eingestellten Martinisten und aufgrund der Entdeckung einiger seiner konterrevolutionären Briefe verhaftet. In einem sehr kurzen Prozess wurde Cazotte zum Tode verurteilt und am 25. September 1792 guillotiniert.

## Rezeption
Berühmt wurde Cazotte durch das Schlummerlied „Tout au beau milieu des Ardennes“, das er für die Amme des Herzogs von Burgund dichtete und das in ganz Frankreich gesungen wurde.

## Werke
- 1741: La Patte du Chat. („Katzenpfote“)
- 1742: Les Mille et une Fadaises. („Tausend und eine Dummheit“)
- 1753: La Guerre de l’Opéra. Lettre écrite a une dame en province. („Krieg um die Oper“)
- 1753: Observations sur la lettre de Jean-Jacques Rousseau. Au sujet de la musique françoise. („Anmerkungen zum Schreiben von Jean-Jacques Rousseau“)
- 1761: Memoire sur les demandes formées contre le général et la Societé des Jesuites, au sujet des engagemens qu’elle a contractés. [o. N, Paris MDCCLXI]
- 1762: Ollivier. (ein Gedicht in 12 Gesängen im Stile Ludovico Ariostos, deutsch: Ollivier. Gebauer, Halle 1769 / Dyk, Leipzig 1791 - 2 Bände)
- 1764: Le Bijou trop peu payé et La brunette anglaise. Nouvelles en vers pour servir de supplément aux œuvres posthumes de Guillaume Vadé (Chez Les freres Cramer, Geneve)
- 1767: Lord impromptu (deutsch: Der Lord aus dem Stegreif. Dyk, Leipzig 1789)
- 1772: Le Diable amoureux (deutsch: Der verliebte Teufel. [übersetzt von Franz Kaltenbeck], Insel, Frankfurt am Main 1999, ISBN 3-458-14005-0, online gemeinfrei: Übersetzung von Eduard von Bülow, Leipzig: 1838 bei zeno.org)
- 1788: Prophetie de Cazotte. (deutsch: Abhandlung über die angeblichen Prophezeiungen Cazottes. Magische Blätter, Leipzig 1921)
- 1789–1780: Œuvres badines et morales, historiques et philosophiques de Cazotte. (4 Bände, deutsch bei Dyk, Leipzig 1789/1790, übersetzt von Georg Schaz: Moralisch-komische Erzählungen, Mährchen und Abentheuer. [Band 1 enthält u. a.: Der Narr von Bagdad oder die Riesen, Sybille und Conant oder die verlorne und wieder erlangte Ehre, Band 2: Der Lord aus dem Stegreif, Band 3: Der verliebte Teufel, Ollivier, Band 4: Ollivier (Forts.).])